# Harold Lloyd
Harold Clayton Lloyd, Sr. (20 tháng 4 năm 1893 - 8 tháng 3 năm 1971) là một diễn viên, diễn viên hài, đạo diễn phim, nhà sản xuất phim và nhà biên kịch người Mỹ. Ông cũng là người chuyên đóng các cảnh mạo hiểm và nổi tiếng với các phim câm hài hước.
Harold Lloyd cùng với Charlie Chaplin và Buster Keaton là ba diễn viên hài nổi tiếng nhất trong thời đại phim câm. Lloyd đã sản xuất gần 200 phim hài, bao gồm cả phim câm và phim có tiếng trong thời gian từ năm 1914 đến năm 1947. Ông được biết đến nhiều nhất với nhân vật
"Glasses" đeo kính, 
một mẫu người năng động tài ba tháo vát, phù hợp với thời kỳ những năm 1920 tại Mỹ.